# Sobralia liliastrum
Sobralia liliastrum är en orkidéart som beskrevs av John Lindley. Sobralia liliastrum ingår i släktet Sobralia och familjen orkidéer. Inga underarter finns listade i Catalogue of Life.

## Bildgalleri

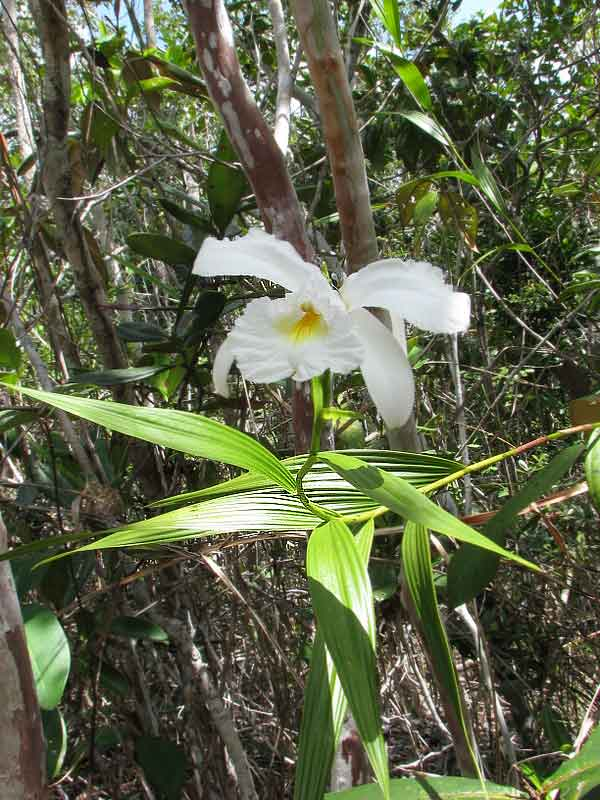
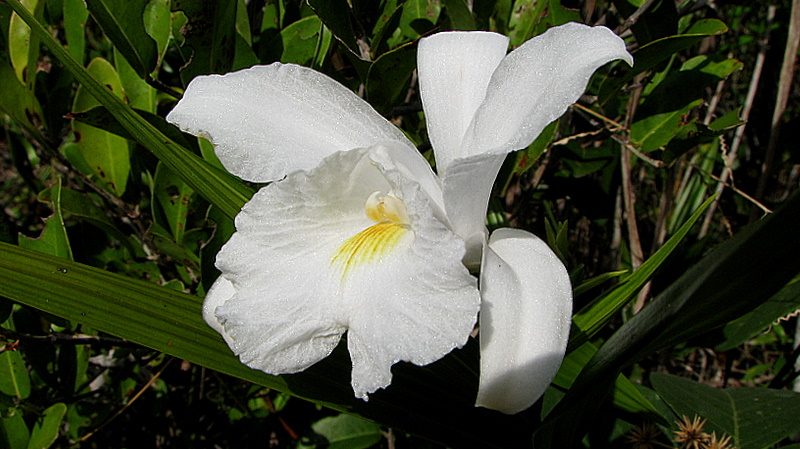